# Charmosyna rubrigularis
Charmosyna rubrigularis là một loài chim trong họ Psittacidae.